# 约翰尼斯·皮斯托留斯
约翰尼斯·皮斯托留斯（德語：Johannes Pistorius，1995年6月16日—），德国男子羽毛球運動員。在青年期，他曾与搭档马文·埃米尔·塞德尔赢得2013年歐青赛男双季军。

## 簡歷

### 2013年
2013年3月，约翰尼斯·皮斯托留斯代表德國参加土耳其安卡拉舉行的歐洲青年羽毛球錦標賽，在率先进行的团体赛，助德国队赢得混合團體季军；此外，还與青年期马文·埃米尔·塞德尔贏得男子雙打季軍。同年5月，他與马文·埃米尔·塞德尔出戰斯洛文尼亞羽毛球國際賽，在男双準决赛以1比2（16-21、21-17、16-21）不敌赛会头号种子、英格兰强档的克里斯托弗·高斯/马修·诺丁汉。同年8月，他與马文·埃米尔·塞德尔出戰保加利亞羽毛球公開賽，在男双準决赛以1比2（21-16、6-21、22-24）不敌赛会2号种子、苏格兰强档的马丁·坎贝尔/帕特里克·麦克休。

### 2014年-2015年 初露鋒芒
2014年1月，约翰尼斯·皮斯托留斯與马文·埃米尔·塞德尔出戰愛沙尼亞羽毛球國際賽，在男双準决赛以1比2（21-18、19-21、18-21）不敌赛会头号种子、俄罗斯强档的尼基塔·哈基莫夫/瓦西里·库兹涅佐夫。同年11月，他與拉腊·克普莱因出戰芬蘭羽毛球國際賽，在混双準决赛以0比2（9-21、14-21）不敌赛会4号种子、俄罗斯强档的亚历山大·鲍里索维奇·津琴科/奥尔佳·莫罗佐娃。
2015年4月，约翰尼斯·皮斯托留斯與马文·埃米尔·塞德尔出戰荷蘭羽毛球國際賽，在男双决赛以0比2（9-21、15-21）不敌赛会3号种子、丹麦强档的卡斯珀·安东森/奥利弗·巴比克，赢得亚军。同年5月，他與马文·埃米尔·塞德尔出戰斯洛文尼亞羽毛球國際賽，在男双决赛以1比2（14-21、21-16、10-21）不敌赛会头号种子、克罗地亚的兹沃尼米尔·杜尔金雅克/兹沃尼米尔·霍尔布林。同期5月，他與马文·埃米尔·塞德尔出戰西班牙羽毛球國際賽，在男双準决赛以1比2（21-23、21-15、16-21）不敌丹麦强档的卡斯珀·安东森/奥利弗·巴比克。同年11月，他與托比亞斯·瓦登卡出戰芬蘭羽毛球國際賽，在男双準决赛以0比2（12-21、15-21）不敌赛会头号种子、俄罗斯强档的尼基塔·哈基莫夫/瓦西里·库兹涅佐夫。

### 2016年-
2016年10月，约翰尼斯·皮斯托留斯與理查德·杜马克出戰瑞士羽毛球國際賽，在男双準决赛以0比2（9-21、16-21）不敌赛会头号种子、马来西亚的吳世飛/努·伊祖丁·穆罕默德·侞薩尼。
2017年5月，约翰尼斯·皮斯托留斯與比雅尼·盖斯出戰斯洛文尼亞羽毛球國際賽，在男双準决赛以0比2（18-21、16-21）不敌丹麦强档的葉普·貝伊/拉斯穆斯·克亞爾。同年12月，他與彼得·卡斯巴尔出戰土耳其羽毛球國際賽，在男双準决赛以0比2（11-21、19-21）不敌赛会头号种子、苏格兰强档的亚历山大·邓恩/亚当·霍尔。
2018年1月，约翰尼斯·皮斯托留斯與彼得·卡斯巴尔出戰愛沙尼亞羽毛球國際賽，在男双决赛以1比2（21-14、18-21、19-21）不敌俄罗斯强档的安德雷·帕拉霍金/尼古拉·乌卡卡，赢得亚军。同年3月，他與彼得·卡斯巴尔出戰捷克羽毛球國際賽，在男双决赛以0比2（13-21、14-21）不敌队友的比雅尼·盖斯/扬·科林·福尔克，赢得亚军。同年7月，他與丹尼尔·赫斯出戰白夜羽毛球賽，在男双决赛以1比2（21-16、22-24、18-21）不敌队友的比雅尼·盖斯/扬·科林·福尔克，赢得亚军。同年8月，他與丹尼尔·赫斯出戰哈爾科夫羽毛球國際賽，在男双决赛以0比2（19-21、16-21）不敌印度强档的克利什那·普拉萨德·加拉加/杜鲁夫·卡皮拉，赢得亚军。

## 主要比賽成績
只列出曾進入準決賽的國際賽事成績：
| 年份   | 賽事                     | 公開賽級別 | 項目     | 拍檔               | 成績   |
| ------ | ------------------------ | ---------- | -------- | ------------------ | ------ |
| 2013年 | 歐洲青年羽毛球錦標賽     | 其他       | 混合團體 | －                 | 季軍   |
| 2013年 | 歐洲青年羽毛球錦標賽     | 其他       | 男子雙打 | 马文·埃米尔·塞德尔 | 季軍   |
| 2013年 | 斯洛文尼亞羽毛球國際賽   | 國際系列賽 | 男子雙打 | 马文·埃米尔·塞德尔 | 準決賽 |
| 2013年 | 保加利亞羽毛球公開賽     | 國際系列賽 | 男子雙打 | 马文·埃米尔·塞德尔 | 準決賽 |
| 2014年 | 愛沙尼亞羽毛球國際賽     | 國際系列賽 | 男子雙打 | 马文·埃米尔·塞德尔 | 準決賽 |
| 2014年 | 芬蘭羽毛球國際賽         | 國際系列賽 | 混合雙打 | 拉腊·克普莱因      | 準決賽 |
| 2015年 | 荷蘭羽毛球國際賽         | 國際系列賽 | 男子雙打 | 马文·埃米尔·塞德尔 | 亞軍   |
| 2015年 | 斯洛文尼亞羽毛球國際賽   | 國際系列賽 | 男子雙打 | 马文·埃米尔·塞德尔 | 亞軍   |
| 2015年 | 西班牙羽毛球國際賽       | 國際挑戰賽 | 男子雙打 | 马文·埃米尔·塞德尔 | 準決賽 |
| 2015年 | 芬蘭羽毛球國際賽         | 國際系列賽 | 男子雙打 | 托比亞斯·瓦登卡    | 準決賽 |
| 2016年 | 瑞士羽毛球國際賽         | 國際系列賽 | 男子雙打 | 理查德·杜马克      | 準決賽 |
| 2017年 | 斯洛文尼亞羽毛球國際賽   | 國際系列賽 | 男子雙打 | 比雅尼·盖斯        | 準決賽 |
| 2017年 | 土耳其羽毛球國際賽       | 國際系列賽 | 男子雙打 | 彼得·卡斯巴尔      | 準決賽 |
| 2018年 | 愛沙尼亞羽毛球國際賽     | 國際系列賽 | 男子雙打 | 彼得·卡斯巴尔      | 亞軍   |
| 2018年 | 捷克羽毛球國際賽         | 國際系列賽 | 男子雙打 | 彼得·卡斯巴尔      | 亞軍   |
| 2018年 | 白夜羽毛球賽             | 國際挑戰賽 | 男子雙打 | 丹尼尔·赫斯        | 亞軍   |
| 2018年 | 哈爾科夫羽毛球國際賽     | 國際挑戰賽 | 男子雙打 | 丹尼尔·赫斯        | 亞軍   |
| 2021年 | 歐洲羽毛球混合團體錦標賽 | 其他       | 混合團體 | －                 | 季軍   |
| 2021年 | 奧地利羽毛球公開賽       | 國際系列賽 | 男子雙打 | 丹尼尔·赫斯        | 準決賽 |
| 2021年 | 哈爾科夫羽毛球國際賽     | 國際系列賽 | 混合雙打 | 艾玛·莫斯辛斯基    | 亞軍   |

| 2007-2017年 | 首要超級賽 | 超級賽 | 黃金大獎賽 | 大獎賽 | 國際挑戰賽 | 國際系列賽 | 未來系列賽 | 其他 |

| 2018-2026年 | 總決賽 | 超級1000賽 | 超級750賽 | 超級500賽 | 超級300賽 | 超級100賽 | 國際挑戰賽 | 國際系列賽 | 未來系列賽 | 其他 |